# ET1
ET1 (Elliniki Tileorasi 1, česky Řecká televize 1) byl televizní kanál veřejnoprávní ERT. Vysílal od roku 1966 do 11. června 2013.

## Historie
23. února 1966 začalo pravidelné vysílání ET1, tehdy pod názvem EIR (v překladu Národní rozhlasová nadace). V roce 1970 se přejmenovala na EIRT (v překladu Národní rozhlasová a televizní nadace), stejně jako celá společnost. Další milníky nastaly v rocích 1975, kdy se (jako společnost samotná) přejmenovala na současný název a v roce 1982, kdy přibyl druhý kanál, bývalý YENED a ERT se přejmenovala na ERT1.
Po sjednocení všech televizních a rozhlasových stanic do ERT v roce 1987 se konečně přejmenovala na současný název ET1, s výjimkou roků 1993 až 1994, kdy se jmenovala ENA(česky Jedna).

## Charakteristika
ET1 je zaměřena hlavně na pořady o kultuře, dokumenty, pořady pro děti, zprávy a sport. Toto zaměření ET1 má od podzimu 2003, kdy radikálně změnila identitu a zaměření ze především zábavního programu na program především kulturní a dokumentární.

## Přerušení vysílání
11. června 2013 oznámil mluvčí řecké vlády, že televizní i rozhlasové vysílání ERT, tedy i vysílání programu ET1, bude přerušeno po skončení programu plánovaného na tento den, tedy v ranních hodinách 12. června. Oficiálním důvodem byly „nedostatek transparentnosti a neuvěřitelná extravagance“, média viděla též zřejmou souvislost s úspornými opatřeními kladenými na řeckou vládu Evropskou komisí a Mezinárodním měnovým fondem v souvislosti s pomocí těchto institucí v řecké finanční krizi. Zaměstnanci televize zahájili po přerušení vysílání okupační stávku a ze sídla televize dále provozují vysílání živého zpravodajství, které je dostupné na internetu a přes satelit.